# Gawcott
Gawcott är en ort i Storbritannien.   Den ligger i kommunen Buckinghamshire och riksdelen England, i den södra delen av landet, 80 km nordväst om huvudstaden London. Gawcott ligger 112 meter över havet och antalet invånare är 778.
Terrängen runt Gawcott är platt. Runt Gawcott är det ganska tätbefolkat, med 192 invånare per kvadratkilometer. Närmaste större samhälle är Milton Keynes, 18,6 km öster om Gawcott. Trakten runt Gawcott består till största delen av jordbruksmark.